# ناحیه دبرتسن
ناحیهٔ دبرتسن (به مجاری: Debreceni járás) یک ناحیه در مجارستان است که در هایدو-بیهار واقع شده‌است. ناحیهٔ دبرتسن ۵۳۱٫۱۲ کیلومتر مربع مساحت و ۲۲۴٬۲۲۸ نفر جمعیت دارد.